# Берлінська Бранденбурзька міжнародна школа
Берлінська Бранденбурзька міжнародна школа (нім. Berlin Brandenburg International School; ББМШ) — потсдамська приватна ай-бі-школа, заснована 1990 року. Налічує 700 учнів з понад 60-ти країн. Учительський колектив складають 90 осіб. ББМШ стала першою в суіті ай-бі-школою, яка отримала повне визнання Міжнародної організації бакалаврату в Женеві. Восени 2015-го ББМШ відсвяткувала своє 25-річчя.
Школа ділиться на початкову, середню і старшу, також провадить дошкільне навчання; учням-старшокласникам надається житло. ББМШ очолює Пітер Котрц, її директор. Навчання відбувається німецькою, французькою, іспанською, китайською (з 9 класу) мовами. Шкільний день триває з 8 до 15 години. Дипломи, які видає школа, поділяються на такі типи: нім. IB Diploma, IB Career-related Certificate, BBIS High School Diploma, MYP Certificate / Mittlerer Schulabschluss (MSA).
З 2009, за спомогою культурної організації «Кульраум» (нім. Kulraum) на території школи ставиться тематична різдвяна вистава.